# Dionysios Trak
Dionysios Trak (170–90 p.n.e.) – gramatyk grecki. Działał w Aleksandrii. Był uczniem Arystarcha z Samotraki. Jest autorem pierwszej gramatyki greckiej (Tέχνη γραμματική), która była wzorem dla wielu późniejszych opracowań.